# 斯克里諾岩
62°23′06.5″S 59°19′32″W / 62.385139°S 59.32556°W
斯克里諾岩（Skrino Rocks），是南極洲的岩石，位於南設得蘭群島的羅伯特島東岸，處於基臣角東北面1.03公里，長0.57公里，以保加利亞西部城鎮命名，現時由南極條約體系管理。